# 제7교실
제7교실은 1976년 공개된 대한민국의 영화이다.

## 배역
- 전영록
- 최미나
- 서정일